# Sainte-Suzanne-sur-Vire
 Sainte-Suzanne-sur-Vire  es una población y comuna francesa, situada en la región de Baja Normandía, departamento de Mancha, en el distrito de Saint-Lô y cantón de Saint-Lô-Est.

## Demografía
| 308 | 309 | 343 | 413 | 475 | 508 |
| Para los censos de 1962 a 1999 la población legal corresponde a la población sin duplicidades (Fuente: INSEE [Consultar]) |     |     |     |     |     |